# ويتفيلد ديفي
ويتفيلد ديفي (بالإنجليزية: Whitfield Diffie) مواليد 5 يونيو 1944 في واشنطن العاصمة، عالم أمريكي في مجال علم التعمية، ورائد في مجال تشفير باستخدام المفتاح المعلن، حائز على وسام ريتشارد هامينغ في عام 2010.
كما حاز على جائزة تورنغ لعام 2015 رفقة العالم مارتن هيلمان لإنجازاتهما في التشفير باستخدام المفتاح المعلن وعلم التوقيع الرقمي.

## جائزة تورنغ
فاز ديفي وايتفيلد بجائزة تورنغ للعام 2015 بالاشتراك مع مارتن هيلمان. وهي الجائزة التي تعد أرفع الجوائز مكانة في مجال علوم الحاسوب. جاء تنويه حصولهما على الجائزة: «لمساهماتهما الأساسية في علم التعمية الحديث. ورقة ديفي وهيلمان البحثية في 1976،» اتجاهات جديدة في علم التشفير«التي قدمت أفكار التعمية بالمفتاح العمومي والتوقيع الرقمي، وهي أساس معظم البروتوكولات الأمنية المستخدمة بانتظام في الإنترنت اليوم».